# إيفان روتشا
إيفان روتشا (بالبرتغالية: Iván Rocha Lima‏) (14 يناير 1969 بساو باولو في البرازيل - ) هو لاعب كرة قدم برازيلي في مركز الدفاع. شارك مع منتخب البرازيل تحت 17 سنة لكرة القدم. أما مع النوادي، فقد لعب مع أتلتيكو مدريد ب وأتلتيكو مدريد وديبورتيفو ألافيس وريال بلد الوليد وريال مايوركا ولوغرونيس ونادي إلتشي ونادي ساو باولو ونومانسيا وأونياو ساو جواو ‏.

## وصلات خارجية
- إيفان روتشا على موقع الاتحاد الدولي (مؤرشف)  (الإنجليزية)
- إيفان روتشا على موقع قاعدة بيانات كرة القدم.إي يو (الإنجليزية)
- إيفان روتشا على موقع عالم كرة القدم.نت (الإنجليزية)